# Franz Martin

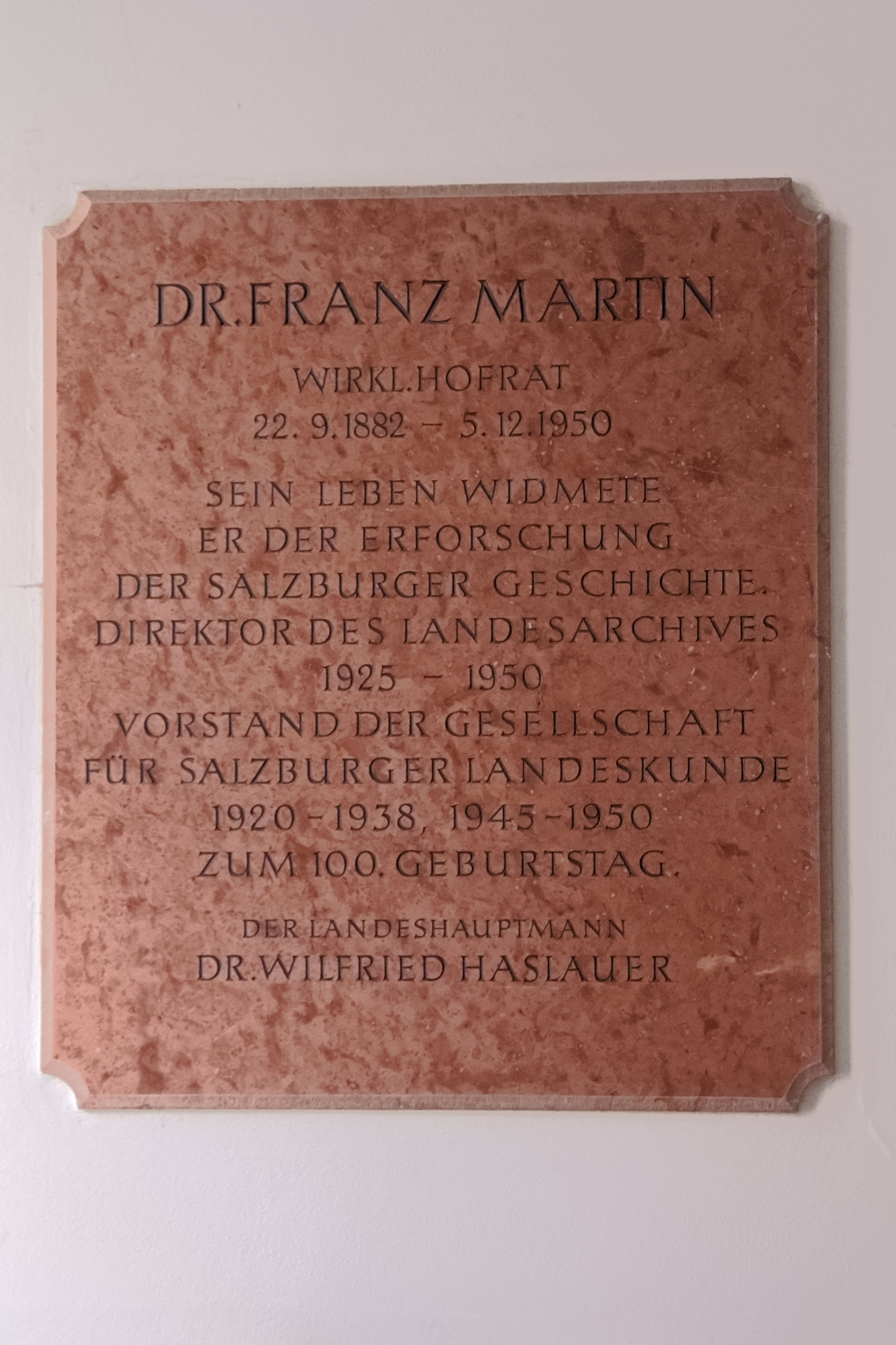
Gedenktafel in der neuen Residenz

Franz Martin (* 22. September 1882 in Salzburg; † 5. Dezember 1950 ebenda) war ein österreichischer Archivar, Kunst- und Landeshistoriker.

## Leben und Werk
Franz Martin wurde als Sohn eines Tapezierers in Salzburg geboren. Er studierte ab 1901 an der Universität Wien. 1903 wurde er ordentliches Mitglied des Instituts für Österreichische Geschichtsforschung. Am 20. Dezember 1905 wurde er mit der Dissertation Die kirchliche Vogtei im Erzstifte Salzburg promoviert. 1905 wurde er Archivar am Salzburger Landesarchiv, dessen Leiter er von 1924 bis 1950 war. Ab 1920 war er Mitglied der Historischen Landeskommission für Steiermark. Von 1921 bis 1938 und ab 1945 war er Vorstand der Gesellschaft für Salzburger Landeskunde. Er war Autor zahlreicher Bücher und Aufsätze. 1937 wurde er zum Generalstaatsarchivar ernannt und im selben Jahr korrespondierendes Mitglied der Akademie der Wissenschaften in Wien.
Franz Martin war verheiratet und hatte vier Kinder. Er starb am 5. Dezember 1950 in seiner Wohnung, Nonnberggasse 3, im ehemaligen Hofrichterhaus des Klosters Nonnberg.
Beigesetzt wurde der nimmermüde Erforscher der Salzburger Landesgeschichte auf dem St. Peter Friedhof, inmitten jener Welt des alten Salzburg, der sein schaffensreiches Leben gegolten hat.

## Sammlung
In seiner Wohnung in Salzburg befand sich bis 2006 auch Martins stattliche Kunst- und Antiquitätensammlung, die im Zeitraum 1944 bis 1995 unter Denkmalschutz der Republik Österreich stand. In dieser Sammlung befanden sich Bilder und Antiquitäten von renommierten Künstlern wie Johann Fischbach, Hubert Sattler, Johann Michael Rottmayr, Georg Pezolt und anderen.

## Auszeichnungen, Ehrungen
- Ehrenmitgliedschaft der Universität Innsbruck (1943)[1]
- Gedenktafel im Hof der Neuen Residenz, Mozartplatz 1 (angebracht 1982)

## Veröffentlichungen (Auswahl)
- Joh(ann) Phil(ipp) Palms Gefangenschaft in Salzburg 1798. Unterhaltungsbeilage der Linzer Tages-Post, Band 34, 1906, S. l., OBV.
- Salzburger Urkundenbuch (Bände 2, 1910; 3, 1918; 4, 1928; 4.1933). Salzburg
- Österreichische Kunsttopographie (Bände 9, 1912; 10, 1913; 11, 1916; 20, 1927; 22, 1929; 25, 1934; 25, 1934, Sonderabdruck 1935; 28, 1940; 30.1947). Wien (u. a.)
- Das gräflich Kuenburgsche Archiv im Langenhof zu Salzburg (= Mitteilungen des k.k. Archivrates, Band 2, 1). Wien 1915, OBV.
- Das Urkundenwesen der Erzbischöfe von Salzburg von 1106–1246. Vorbemerkungen zum Salzburger Urkundenbuch (= Mitteilungen des Instituts für Österreichische Geschichtsforschung, Ergänzungsband 9). Innsbruck 1915, OBV.
- Die archivalischen Bestände des städtischen Museums Carolino-Augusteum in Salzburg (= Mitteilungen des k.k. Archivrates, Band 2, 2). Salzburg 1916, OBV.
- Die Gründung des Salzburger Gymnasiums. Jahresbericht des k.k. Staats-Gymnasiums in Salzburg, Band 1917/18. Salzburg 1918, OBV.
- Die alte Stadttrinkstube. Salzburg 1920, OBV.
- Die Salzburger Residenz (= Österreichische Kunstbücher, Band 20). Wien 1920, OBV.
- — (Hrsg.): Berchtesgaden. Die Fürstpropstei der regulierten Chorherren (1102–1803). Filser, Augsburg 1923, OBV. (Reproduktion der Ausgabe Filser, Augsburg 1923, in: Berchtesgadener Schriftenreihe, Band 7. Berchtesgaden 1970, OBV.)
- Kunstgeschichte von Salzburg. Salzburger Heimatbücher. Wien 1925, OBV.
- Wolf Dietrich von Raitenau, Erzbischof von Salzburg. Wien 1925, OBV.
- Die Regesten der Erzbischöfe und des Domkapitels von Salzburg. Salzburg 1926–34, OBV, Digitalisat.
- Das Salzburger Grabendach. (= Mitteilungen der Anthropologischen Gesellschaft in Wien, Band 56). Wien 1926, OBV.
- Documenta quae ius archiepiscopi Salisburgen circa provisionem Gurcen, Seccovien et Lavantinen ecclesiarum illustrant. Salzburg 1927, OBV.
- Zwei Salzburger Briefsammlungen des 12. Jahrhunderts (das sogen. Briefbuch Erzbischof Eberhards I.) (= Mitteilungen des Österreichischen Instituts für Geschichtsforschung, Band 42). Innsbruck 1927, S. 313–, OBV.
- Quellen zur Geschichte des Salzburger Kunsthandwerks. Wien 1928, OBV.
- Erzbischof Wolf Dietrich und die Goldschmiedekunst. (= Salzburger Museumsblätter, Band 8, 1929, Nr. 5/6). Salzburg 1929, OBV.
- Zum spätmittelalterlichen Salzburger Urkundenwesen. (= Mitteilungen des österreichischen Instituts für Geschichtsforschung, Ergänzungsband 11). Innsbruck 1929, S. 278–287, OBV.
- Geschichtliche Entwicklung von Stadt und Land Salzburg (= Die Städte Deutschösterreichs, Band 8 (Die Stadt Salzburg im Lande Salzburg, Österreich)). Berlin-Friedenau 1932, OBV.
- Der Bau des Badeschlosses in Badgastein. (= Badgasteiner Badeblatt, Band 26). Badgastein 1936, OBV.
- Zwei Miszellen. Stadtbrand in Friesach 1582 (und) Abt von St. Peter in Salzburg als Probst von Wieting (= Archiv für vaterländische Geschichte und Topographie, Band 24/25). Klagenfurt 1936, S. 140–147, OBV.
- Kleine Landesgeschichte von Salzburg. Salzburg 1937, OBV.
- Salzburger Friedhöfe. Aus: Bergland, Band 19,11. Salzburg 1937, OBV.
- Der Rang der Salzburger Suffraganbischöfe. Eine Zeugenreihenstudie (= Mitteilungen des Österreichischen Instituts für Geschichtsforschung, Band 52). Innsbruck 1938, OBV.
- Salzburger Straßen. Verzeichnis der Straßen, Plätze und Wege und Erklärung ihrer Namen. Salzburg 1940, OBV.
- Braunauer Häuserchronik, mit Stadtplan. Salzburg 1943, OBV.
- mit Heinrich Hammer, Heinrich Waschgler: Handbuch der Kunstdenkmäler in den Donau- und Alpengauen, Band 3: Salzburg, Tirol und Vorarlberg. Deutscher Kunstverlag, Berlin/Schroll, Wien 1943.
- Die Stukkatorer des Salzburger Doms. In: Mitteilungen der Gesellschaft für Salzburger Landeskunde, 1944–45, (Bände LXXXIV–LXXXV), S. 91–93, OBV (zobodat.at [PDF]).
- Das Hausbuch des Felix Guetrater 1596–1634. In: Mitteilungen der Gesellschaft für Salzburger Landeskunde, Jahrgänge 1948–49, (Bände LXXXVIII–LXXXIX), S. 1–50, OBV (zobodat.at [PDF]).
- Insignia principum Salzburgensium ab anno 1495 usque ad annum 1805. Paralleltitel: Die Wappen der Regenten von Salzburg. Wien/Zell am See (u. a.) 1948, OBV.
- Salzburgs Fürsten in der Barockzeit. 1587 bis 1771. Salzburg 1949, OBV.
- Schloß Hellbrunn bei Salzburg. Salzburg 1949, OBV.
- Zur Lebensgeschichte des Salzburger Kartographen Josef Fürstaller. In: Mitteilungen der Gesellschaft für Salzburger Landeskunde, Jahrgang 1951, (Band XCI), S. 124–131, OBV (zobodat.at [PDF]).
- Kaiser Joseph II. auf dem Haunsberg. In: Mitteilungen der Gesellschaft für Salzburger Landeskunde, Jahrgang 1952, (Band XCII), S. 156–160, OBV (zobodat.at [PDF]).
- Salzburger Strassennamen. Verzeichnis der Strassen, Gassen, Plätze, Wege, Tore, Brücken und Parks mit Erklärung ihrer Namen. 1.–5. Auflage (5. Auflage, 2006, revidiert von Enkel Mag. Andreas Martin und Tochter Willa Leitner-Martin), OBV.

### Online

#### 1906–1910
- Joh. Philipp Palms Gefangenschaft in Salzburg 1798. (1906). In: Mitteilungen der Gesellschaft für Salzburger Landeskunde, Jahrgang 1942, (Band LXXXII/LXXXIII), S. 46–49 (Beilage Hauptteil) (online bei ANNO).
- Die kirchliche Vogtei im Erzstifte Salzburg. In: Mitteilungen der Gesellschaft für Salzburger Landeskunde, Jahrgang 1906, (Band XLVI), S. 339–436/2 (online bei ANNO). (= Dissertation)
- Erzbischof Wolf Dietrichs letzte Lebensjahre (1612–1617). In: Mitteilungen der Gesellschaft für Salzburger Landeskunde, Jahrgang 1910, (Band L), S. 157–230, Beilage Hauptteil (online bei ANNO).

#### 1911–1920
- Beiträge zur Geschichte Erzbischof Wolf Dietrichs von Raitenau (Mit neun Abbildungen). In: Mitteilungen der Gesellschaft für Salzburger Landeskunde, Jahrgang 1911, (Band LI), S. 209–336 (online bei ANNO).
- F. M. (i. e. —): Zwei salzburgische Schmähgedichte. In: Mitteilungen der Gesellschaft für Salzburger Landeskunde, Jahrgang 1912, (Band LII), S. 65–72 (online bei ANNO).
- Kleine Beiträge zur Musikgeschichte Salzburgs, insbesondere zur Biographie Michael Haydns. In: Mitteilungen der Gesellschaft für Salzburger Landeskunde, Jahrgang 1913, (Band LIII), S. 355–362 (online bei ANNO).
- Aus den päpstlichen Supplikenregistern. In: Mitteilungen der Gesellschaft für Salzburger Landeskunde, Jahrgang 1914, (Band LIV), S. 97–116 (online bei ANNO).
- F. M. (i. e. —): Ein Abenteuer des Erzbischof-Administrators Herzog Ernst von Bayern in Gastein. In: Mitteilungen der Gesellschaft für Salzburger Landeskunde, Jahrgang 1917, (Band LVII), S. 61–64, Miscellen (online bei ANNO).
- Eine neue Parazelsus-Urkunde. In: Mitteilungen der Gesellschaft für Salzburger Landeskunde, Jahrgang 1918, (Band LVIII), S. 23–28 (online bei ANNO).
- Eine neu aufgefundene Admonter Handschrift. In: Neues Archiv der Gesellschaft für ältere deutsche Geschichtskunde. Band 41.1919, ISSN 0179-9940. Hahnsche Buchhandlung, Hannover (u. a.) 1919, S. 267–282.

#### 1921–1930
- Zur Geschichte Erzbischof Wolf Dietrichs. In: Mitteilungen der Gesellschaft für Salzburger Landeskunde, Jahrgang 1921, (Band LXI), S. 1–32 (online bei ANNO).
- Eugen Pillwein †. Mit einem Bilde. In: Mitteilungen der Gesellschaft für Salzburger Landeskunde, Jahrgang 1921, (Band LXI), S. 63–66 (online bei ANNO).
- Gandolf Graf Kuenburg †. Mit einem Bilde. In: Mitteilungen der Gesellschaft für Salzburger Landeskunde, Jahrgang 1921, (Band LXI), S. 67–72 (online bei ANNO).
- F. M. (i. e. —): Eine Zeitung über den großen Bergsturz von 1669. In: Mitteilungen der Gesellschaft für Salzburger Landeskunde, Jahrgang 1922, (Band LXII), S. 27–32 (online bei ANNO).
- Ein alter Firmunterricht. In: Mitteilungen der Gesellschaft für Salzburger Landeskunde, Jahrgang 1922, (Band LXII), S. 53–54 (online bei ANNO). [Anm. 1]
- F. M. (i. e. —): Ludwig Pezolt †. Mit einem Bilde. In: Mitteilungen der Gesellschaft für Salzburger Landeskunde, Jahrgang 1922, (Band LXII), S. 55–58 (online bei ANNO).
- Regierungsrat Dr. Josef Hinterstoißer. In: Mitteilungen der Gesellschaft für Salzburger Landeskunde, Jahrgang 1922, (Band LXII), S. 59–61 (online bei ANNO). [Anm. 2]
- Die Familienchronik derer von Kleimayrn. (Mit einem Bilde). In: Mitteilungen der Gesellschaft für Salzburger Landeskunde, Jahrgang 1923, (Band LXIII), S. 67–127 (online bei ANNO).
- Der Gaisberg im Wandel der Jahrhunderte. (1923). In: Mitteilungen der Gesellschaft für Salzburger Landeskunde, Jahrgang 1942, (Band LXXXII/LXXXIII), S. 1–10 (Beilage Hauptteil) (online bei ANNO).
- Abt Willibald Hauthaler †. Mit einem Bilde. In: Mitteilungen der Gesellschaft für Salzburger Landeskunde, Jahrgang 1923, (Band LXIII), S. 1–8 (online bei ANNO).
- Von Metten- und anderen Schießen. (1923). In: Mitteilungen der Gesellschaft für Salzburger Landeskunde, Jahrgang 1942, (Band LXXXII/LXXXIII), S. 69–72 (Beilage Hauptteil) (online bei ANNO).
- Die Salzburger Universitätsszepter. Zum 300-jährigen Jubiläum der Salzburger Universität. In: Mitteilungen der Gesellschaft für Salzburger Landeskunde, Jahrgang 1923, (Band LXIII), S. 9–15 (online bei ANNO).
- Von unseren Kirchtürmen. (1924). In: Mitteilungen der Gesellschaft für Salzburger Landeskunde, Jahrgang 1942, (Band LXXXII/LXXXIII), S. 10–14 (Beilage Hauptteil) (online bei ANNO).
- Abbau in Salzburg vor 400 Jahren. (1925). In: Mitteilungen der Gesellschaft für Salzburger Landeskunde, Jahrgang 1942, (Band LXXXII/LXXXIII), S. 56–60 (Beilage Hauptteil) (online bei ANNO).
- Neues von der heiligen Erentrudis. In: Mitteilungen der Gesellschaft für Salzburger Landeskunde, Jahrgang 1926, (Band LXVI), S. 177–181 (online bei ANNO).
- Aus Franz Stelzhamers Gymnasialzeit. (1926). In: Mitteilungen der Gesellschaft für Salzburger Landeskunde, Jahrgang 1942, (Band LXXXII/LXXXIII), S. 49–52 (Beilage Hauptteil) (online bei ANNO).
- Beiträge zur Salzburger Familiengeschichte. In: Mitteilungen der Gesellschaft für Salzburger Landeskunde, Jahrgang 1927, (Band LXVII), S. 1–32 (online bei ANNO). • (Carl Ledóchowski: 1. Die Grafen von Plain, Mittersill, Sulzau und Hardeck, Herbert Klein: 2. Die Stauffenecker (Burggrafen von Plain), Carl Ledóchowski: 3. Perger von Emslieb) [Anm. 3]
- Die Salzburger Chronik des Felix Adauctus Haslberger (1. Teil). In: Mitteilungen der Gesellschaft für Salzburger Landeskunde, Jahrgang 1927, (Band LXVII), S. 33–64 (online bei ANNO).
- Spuren der deutschen Burschenschaftsbewegung in Salzburg. (1927). In: Mitteilungen der Gesellschaft für Salzburger Landeskunde, Jahrgang 1942, (Band LXXXII/LXXXIII), S. 81–89 (Beilage Hauptteil) (online bei ANNO).
- Die Salzburger Chronik des Felix Adauktus Haslberger. (2. Teil). In: Mitteilungen der Gesellschaft für Salzburger Landeskunde, Jahrgang 1928, (Band LXVIII), S. 51–68 (online bei ANNO).
- Beiträge zur Salzburger Familiengeschichte. In: Mitteilungen der Gesellschaft für Salzburger Landeskunde, Jahrgang 1928, (Band LXVIII), S. 113–126 (online bei ANNO). • (Robert Landauer: 4. Berchthold von Sonnenburg, Karl Ledóchowski: 5. Motzel, —: 6. Weitmoser, —: 7. Weiser) [Anm. 3]
- Aus Joh. Michael Haydns Häuslichkeit. (1928). In: Mitteilungen der Gesellschaft für Salzburger Landeskunde, Jahrgang 1942, (Band LXXXII/LXXXIII), S. 43–46 (Beilage Hauptteil) (online bei ANNO).
- Die merkwürdigen Schicksale des Rechtsgelehrten Dr. Martin Pegius. (1928). In: Mitteilungen der Gesellschaft für Salzburger Landeskunde, Jahrgang 1942, (Band LXXXII/LXXXIII), S. 39–43 (Beilage Hauptteil) (online bei ANNO).
- Wie Zell am See beinahe anders geworden wäre. (1928). In: Mitteilungen der Gesellschaft für Salzburger Landeskunde, Jahrgang 1942, (Band LXXXII/LXXXIII), S. 29–35 (Beilage Hauptteil) (online bei ANNO).
- Die Salzburger Chronik des Felix Adauktus Haslberger. (3. (Schluß-) Teil). In: Mitteilungen der Gesellschaft für Salzburger Landeskunde, Jahrgang 1929, (Band LXIX), S. 97–119 (online bei ANNO).
- Dr. Hans Widmann † (mit Bild). In: Mitteilungen der Gesellschaft für Salzburger Landeskunde, Jahrgang 1929, (Band LXIX), S. 175–183 (online bei ANNO).
- Beiträge zur Salzburger Familiengeschichte. In: Mitteilungen der Gesellschaft für Salzburger Landeskunde, Jahrgang 1929, (Band LXIX), S. 65–80 (online bei ANNO). • (—: 8. Dücker von Haslau, Karl Ledóchowski: 9. Pauernfeind von Eyß, Robert Landauer: 10. Hafner von Innbachhausen, Robert Landauer: 11. Triendl) [Anm. 3]
- Barockfeste in Salzburg. (1930). In: Mitteilungen der Gesellschaft für Salzburger Landeskunde, Jahrgang 1942, (Band LXXXII/LXXXIII), S. 60–69 (Beilage Hauptteil) (online bei ANNO).
- Beiträge zur Salzburger Familiengeschichte. In: Mitteilungen der Gesellschaft für Salzburger Landeskunde, Jahrgang 1930, (Band LXX), S. 51–64 (online bei ANNO). • (—: 12. Feiertag von Oberhausen, Friedrich v. Helmreichen: 13. von Helmreichen zu Brunfeld, —: 14. Ritz (Salzburger Linie)) [Anm. 3]
- Salzburgs Hausnamen. (1930). In: Mitteilungen der Gesellschaft für Salzburger Landeskunde, Jahrgang 1942, (Band LXXXII/LXXXIII), S. 24–29 (Beilage Hauptteil) (online bei ANNO).

#### 1931–1940
- Beiträge zur Salzburger Familiengeschichte. In: Mitteilungen der Gesellschaft für Salzburger Landeskunde, Jahrgang 1931, (Band LXXI), S. 97–108 (online bei ANNO). • (Robert Landauer: 15. Lergetporer, Robert Landauer: 16. Zillner von Zillerberg, —: 17. Auer zu Winkel, Salzburger Linie, später Freiherrn zu Gold von Lampoting, —: 18. Pflanzmann von Schallmoos) [Anm. 3]
- Beiträge zur Salzburger Familiengeschichte. In: Mitteilungen der Gesellschaft für Salzburger Landeskunde, Jahrgang 1932, (Band LXXII), S. 45–64 (online bei ANNO). • (Robert Sauter-Riedenegg: 19. Sauter und Sauter von Riedenegg, —: 20. Ueberacker) [Anm. 3]
- Die Lodronstadt. (1932). In: Mitteilungen der Gesellschaft für Salzburger Landeskunde, Jahrgang 1942, (Band LXXXII/LXXXIII), S. 14–18 (Beilage Hauptteil) (online bei ANNO).
- Beiträge zur Salzburger Familiengeschichte. In: Mitteilungen der Gesellschaft für Salzburger Landeskunde, Jahrgang 1933, (Band LXXIII), S. 145–152 (online bei ANNO). • (—: 21. Rehlingen (Salzburger Linien)) [Anm. 3]
- —, Josef Karl Mayr: Wilhelm Erben (Nachruf). In: Mitteilungen der Gesellschaft für Salzburger Landeskunde, Jahrgang 1933, (Band LXXIII), S. 153–164 (online bei ANNO).
- Ein Rathausprojekt vor 130 Jahren. (1933). In: Mitteilungen der Gesellschaft für Salzburger Landeskunde, Jahrgang 1942, (Band LXXXII/LXXXIII), S. 18–21 (Beilage Hauptteil) (online bei ANNO).
- Aus den alten Rechnungsbüchern der Stadt Salzburg. In: Mitteilungen der Gesellschaft für Salzburger Landeskunde, Jahrgang 1934, (Band LXXIV), S. 109–124 (online bei ANNO).
- Beiträge zur Salzburger Familiengeschichte. In: Mitteilungen der Gesellschaft für Salzburger Landeskunde, Jahrgang 1934, (Band LXXIV), S. 129–144 (online bei ANNO). • (Oskar Seefeldner: 22. Schidenhofen von und zu Stumb, Oskar Seefeldner: 23. Seefeldner, —: 24. Ainkhäs von Petershausen Ainkhäshofen) [Anm. 3]
- Der Erzbischof von Salzburg. In: Reichspost, 26. Jänner 1935, S. 7 (online bei ANNO).
- Die Salzburger Chronik des Felix Adauktus Haslberger (Nachtrag). In: Mitteilungen der Gesellschaft für Salzburger Landeskunde, Jahrgang 1934, (Band LXXIV), S. 159–168 (online bei ANNO).
- Die Gesellschaft für Salzburger Landeskunde 1911–1935. In: Mitteilungen der Gesellschaft für Salzburger Landeskunde, Jahrgang 1935, (Band LXXV), S. V–XVI (online bei ANNO).
- Die Museums-Gesellschaft, Salzburgs ältester Verein. In: Mitteilungen der Gesellschaft für Salzburger Landeskunde, Jahrgang 1935, (Band LXXV), S. 119–132 (online bei ANNO).
- Karl Ledóchowski, —: Salzburgs Wappen. Mit einer Tafel. In: Mitteilungen der Gesellschaft für Salzburger Landeskunde, Jahrgang 1935, (Band LXXV), S. 1–10 (online bei ANNO).
- Von Sammlern und Sammlungen im alten Salzburg. (Mit einer Abbildung). In: Mitteilungen der Gesellschaft für Salzburger Landeskunde, Jahrgang 1935, (Band LXXV), S. 35–80 (online bei ANNO).
- Vom Tandelmarkt und von den Salzburger Tändlern. (1935). In: Mitteilungen der Gesellschaft für Salzburger Landeskunde, Jahrgang 1942, (Band LXXXII/LXXXIII), S. 76–81 (Beilage Hauptteil) (online bei ANNO).
- Vom alten Domfriedhof. In: Mitteilungen der Gesellschaft für Salzburger Landeskunde, Jahrgang 1936, (Band LXXVI), S. 75–80 (online bei ANNO).
- Analecta Paracelsiana. In: Mitteilungen der Gesellschaft für Salzburger Landeskunde, Jahrgang 1936, (Band LXXVI), S. 171–172 (online bei ANNO).
- Beiträge zur Salzburger Familiengeschichte. In: Mitteilungen der Gesellschaft für Salzburger Landeskunde, Jahrgang 1936, (Band LXXVI), S. 129–144 (online bei ANNO). • (—: 25. Rauchenbichler von Rauchenbühl, —: 26. Hermes von Fürstenhof, —: 27. Lospichl, Robert Landauer: 28. Mölk, Gisela Pellegrini: 29. Neukomm) [Anm. 3]
- (Festrede bei der 75-Jahr-Feier der Gesellschaft für Salzburger Landeskunde). In: Mitteilungen der Gesellschaft für Salzburger Landeskunde, Jahrgang 1936, (Band LXXVI), S. 180–189 (online bei ANNO).
- Paracelsus und Salzburg. (1936). In: Mitteilungen der Gesellschaft für Salzburger Landeskunde, Jahrgang 1942, (Band LXXXII/LXXXIII), S. 35–39 (Beilage Hauptteil) (online bei ANNO).
- Beiträge zur Salzburger Familiengeschichte. In: Mitteilungen der Gesellschaft für Salzburger Landeskunde, Jahrgang 1937, (Band LXXVII), S. 113–144 (online bei ANNO). • (—: 30. Agliardis, —: 31. Alt, —: 32. Atzwanger. Salzburger Zweig, —: 33. Camerlohr von Weiching. Salzburger Zweig, —: 34. Capeller in Thurnheimb, —: 35. Caspis, —: 36. Daubrawa von Daubraweick, Karl Ledóchowski: 37. Kaufmann von Söllheim, —: 38. Kimpflern, —: 39. Lasser von Lasseregg, —: 40. Laßberg. Salzburger Linie, —: 41. Staudacher von Wispach, —: 42. Zezi) [Anm. 3]
- Vom Salzburger Fürstenhof um die Mitte des 18. Jahrhunderts, I. Teil. In: Mitteilungen der Gesellschaft für Salzburger Landeskunde, Jahrgang 1937, (Band LXXVII), S. 1–48 (online bei ANNO).
- Das erste Salzburger Musikfest. (1937). In: Mitteilungen der Gesellschaft für Salzburger Landeskunde, Jahrgang 1942, (Band LXXXII/LXXXIII), S. 89–94 (Beilage Hauptteil) (online bei ANNO).
- Beiträge zur Salzburger Familiengeschichte. In: Mitteilungen der Gesellschaft für Salzburger Landeskunde, Jahrgang 1938, (Band LXXVIII), S. 137–168 (online bei ANNO). • (—: 43. Bibern, —: 44. Biechteler von Greiffenthal, —: 45. Buchholtz, —: 46. Dietrich, —: 47. Enck von der Burg, —: 48. Freytag von und zu Freydenfeld, —: 49. Frohn, —: 50. Gilowsky von Urazowa, Marianne Hauser: 51. Hagenauer, —: 52. Koflern, (N. N.): 53. Krueger von Kruegern, —: 54. Lebel von Löwenheimb,(N. N.): 55. Schallhammer, —: 56. Schnedizeni, —: 57. Weckherlin von Adlstetten) [Anm. 3]
- Beiträge zur Salzburger Familiengeschichte. In: Mitteilungen der Gesellschaft für Salzburger Landeskunde, Jahrgang 1939, (Band LXXIX), S. 65–80 (online bei ANNO). • (—: 58. Mayr von Pürglau, —: 59. Mayr von Mayrau, —: 60. Mayrn, —: 61. Mayr von Mayregg, —: 62. Mayr von Mayrn, —: 63. Mayr von Mairberg, —: 64. Mayr (Hofapotheker), —: 65. Mayr (Wirte zum Goldenen Schiff und Gablerbrauer), H.D.N.: 66. Negri, Salzburger Linie der Genueser Familie dieses Namens, —: 67. Wiederwald) [Anm. 3]
- Vom Salzburger Fürstenhof um die Mitte des 18. Jahrhunderts, Fortsetzung. In: Mitteilungen der Gesellschaft für Salzburger Landeskunde, Jahrgang 1938, (Band LXXVIII), S. 89–136 (online bei ANNO).
- Vom Müllner Bräustübl. (1939). In: Mitteilungen der Gesellschaft für Salzburger Landeskunde, Jahrgang 1942, (Band LXXXII/LXXXIII), S. 21–24 (Beilage Hauptteil) (online bei ANNO).
- Maibäume, Sonnwendfeuer und Weihnachtsboschen. In: Mitteilungen der Gesellschaft für Salzburger Landeskunde, Jahrgang 1939, (Band LXXIX), S. 32 (online bei ANNO).
- Das Klaner-Fenster in Nonnberg. In: Mitteilungen der Gesellschaft für Salzburger Landeskunde, Jahrgang 1939, (Band LXXIX), S. 143–144 (online bei ANNO).
- Beiträge zur Salzburger Familiengeschichte. In: Mitteilungen der Gesellschaft für Salzburger Landeskunde, Jahrgang 1940, (Band LXXX), S. 129–144 (online bei ANNO). • (—: 68. Hartmann, —: 69. Konhauser von Sternenfeld, —: 70. Koch von Sternfeld, —: 71. Barisani, —: 72. Robinig von Rottenfeld) [Anm. 3]
- Der Tannhäuser – kein Salzburger. In: Mitteilungen der Gesellschaft für Salzburger Landeskunde, Jahrgang 1940, (Band LXXX), S. 85–86 (online bei ANNO).
- Vom Salzburger Fürstenhof um die Mitte des 18. Jahrhunderts (Schluß). In: Mitteilungen der Gesellschaft für Salzburger Landeskunde, Jahrgang 1940, (Band LXXX), S. 145–204 (online bei ANNO).
- Der Meister des Residenzbrunnens?. In: Mitteilungen der Gesellschaft für Salzburger Landeskunde, Jahrgang 1940, (Band LXXX), S. 205–208 (online bei ANNO).
- Zum salzburgischen Schrifttum. In: Mitteilungen der Gesellschaft für Salzburger Landeskunde, Jahrgang 1940, (Band LXXX), S. 209–212 (online bei ANNO).

#### Ab 1941
- Beiträge zur Salzburger Familiengeschichte. In: Mitteilungen der Gesellschaft für Salzburger Landeskunde, Jahrgang 1941, (Band LXXXI), S. 161–190 (online bei ANNO). • (—: 73. Hofmann, —, Egon Seefehlner: 74. Freisauff von Neudegg, —: 75. Gschwendtner, bürgerliche Linie, —: 76. Gschwendtner von Freyenegg, —: 77. Gschwendtner, adelige Linie, —: 78. Gschwendtner von Adel, —: 79. Solari, —: 80. Dirnhart von Dirnhartstein, —: 81. Geyer Carl Weizner, —: 82. Weizner) [Anm. 3]
- Eine Salzburger Fabrik (mit 1 Bild). In: Mitteilungen der Gesellschaft für Salzburger Landeskunde, Jahrgang 1941, (Band LXXXI), S. 130–144 (online bei ANNO).
- Industrie, Gewerbe und Kunst in Salzburg 1819. In: Mitteilungen der Gesellschaft für Salzburger Landeskunde, Jahrgang 1941, (Band LXXXI), S. 146–160 (online bei ANNO).
- Geschlechter kommen und gehen. (1941). In: Mitteilungen der Gesellschaft für Salzburger Landeskunde, Jahrgang 1942, (Band LXXXII/LXXXIII), S. 52–56 (Beilage Hauptteil) (online bei ANNO).
- Ein Professor der alten Salzburger Universität über das Frauenstudium. In: Mitteilungen der Gesellschaft für Salzburger Landeskunde, Jahrgang 1942, (Band LXXXII/LXXXIII), S. 73–76 (Beilage Hauptteil) (online bei ANNO).